# Ute Wild
Pour les articles homonymes, voir Wild.
Ute Wild-Nötzel, née le 14 juin 1965 à Zschopau (République démocratique allemande), est une ancienne rameuse est-allemande. Elle est médaillée d'or aux Jeux de 1988.

## Carrière
Ute Wild remporte l'or en huit lors des Jeux olympiques d'été de 1988.

## Palmarès

### Jeux olympiques
- Jeux olympiques d'été de 1988 à Séoul ( Corée du Sud) :
  -  médaille d'or en huit

### Championnats du monde
- Championnats du monde 1990 en Tasmanie ( Australie) :
  -  médaille de bronze en huit
- Championnats du monde 1989 à Bled ( Slovénie) :
  -  médaille d'argent en huit
- Championnats du monde 1987 à Copenhague ( Danemark) :
  -  médaille d'argent en huit
- Championnats du monde 1986 à Nottingham ( Royaume-Uni) :
  -  médaille d'argent en huit